# Orden de San Jorge de la Reunión
La Real Orden Militar de San Jorge de la Reunión era una orden de caballería militar del desaparecido reino de las Dos Sicilias, existente hoy como orden dinástica.

## Historia
La orden fue creada en 1819 por Fernando I de las Dos Sicilias con el objeto de conmemorar la unión de las coronas de los reinos de Nápoles y de Sicilia en el nuevo reino de las Dos Sicilias. Así mismo, en el decreto de creación de la orden se citaba también la ausencia hasta entonces en el reino de una orden de carácter exclusivamente militar. Los estatutos de la orden fueron firmados el primero de enero de 1819. Posteriormente, el 15 de octubre de 1819, se firmaron dos decretos:
- En el primero de ellos, se establecía como iglesia de la orden, la napolitana iglesia de la antigua cartuja de San Martín.
- En el segundo de ellos, de conformidad con el artículo XXIX de los estatutos se aprobó un reglamento detallado para la concesión de los distintos grados de la orden.

## Estructura
El gran maestrazgo estaba unido de forma perpetua a la corona de las Dos Sicilias. Existía también la dignidad de gran condestable, ostentada por los príncipes hereditarios de las Dos Sicilias, duques de Calabria. Tras ellos se disponían los siguientes grados:
- Gran collar (suprimido por decreto de 28 de septiembre de 1829)[3]
- Gran cruz
- Gran oficial (añadido por decreto de 10 de mayo de 1830)[3]
- Comendador
- Oficial (añadido por decreto de 10 de mayo de 1830)[3]
- Caballero de gracia
- Caballero de mérito
- Medalla de oro
- Medalla de plata

Así mismo existía la dignidad de gran mariscal, que era elegida entre uno de los grandes collares. La orden contaba, para el despacho de sus asuntos ordinarios, con una diputación formada inicialmente por el gran mariscal, como presidente; dos comendadores como asesores y cuatro caballeros como secretarios (dos de gracia y dos de justicia).